# Sebastian Rajalakso
Per Johan Sebastian Rajalakso (ur. 23 września 1988 w Enköping) – szwedzki piłkarz fińskiego pochodzenia występujący na pozycji pomocnika w Syrianska FC.
Wychowanek Enköpings, skąd na początku 2008 roku przeniósł się do Djurgårdens. W 2013 roku wypożyczono go do Syrianska. 26 stycznia 2014 roku podpisał dwuletni kontrakt z Jagiellonią, który został jednak rozwiązany 22 maja. Ma za sobą grę w młodzieżowych reprezentacjach Szwecji do lat 19 i do lat 21.

## Statystyki kariery
(aktualne na dzień 22 maja 2014)
| Klub                  | Sezon              | Liga               | Liga  | Liga   |
| Klub                  | Sezon              | Liga               | Mecze | Bramki |
| --------------------- | ------------------ | ------------------ | ----- | ------ |
| Enköpings             | 2007               | Superettan         | 29    | 8      |
| Djurgårdens           | 2008               | Allsvenskan        | 27    | 7      |
| Djurgårdens           | 2009               | Allsvenskan        | 28    | 3      |
| Djurgårdens           | 2010               | Allsvenskan        | 20    | 1      |
| Djurgårdens           | 2011               | Allsvenskan        | 28    | 5      |
| Djurgårdens           | 2012               | Allsvenskan        | 24    | 2      |
| Syrianska (wyp.)      | 2013               | Allsvenskan        | 23    | 4      |
| Jagiellonia Białystok | 2013/14            | Ekstraklasa        | 7     | 0      |
| Ogólnie w karierze    | Ogólnie w karierze | Ogólnie w karierze | 186   | 30     |